# Celama vidoti
Celama vidoti är en fjärilsart som beskrevs av Legrand 1965. Celama vidoti ingår i släktet Celama och familjen trågspinnare. Inga underarter finns listade i Catalogue of Life.